# Municipio de Le Sueur
El municipio de Le Sueur (en inglés: Le Sueur Township) es un municipio ubicado en el condado de Kingsbury en el estado estadounidense de Dakota del Sur. En el año 2010 tenía una población de 113 habitantes y una densidad poblacional de 0,69 personas por km².

## Geografía
El municipio de Le Sueur se encuentra ubicado en las coordenadas 44°29′28″N 97°45′57″O / 44.49111, -97.76583. Según la Oficina del Censo de los Estados Unidos, el municipio tiene una superficie total de 163.94 km², de la cual 163,59 km² corresponden a tierra firme y (0,21 %) 0,35 km² es agua.

## Demografía
Según el censo de 2010, había 113 personas residiendo en el municipio de Le Sueur. La densidad de población era de 0,69 hab./km². De los 113 habitantes, el municipio de Le Sueur estaba compuesto por el 94,69 % blancos, el 0,88 % eran amerindios, el 0,88 % eran de otras razas y el 3,54 % eran de una mezcla de razas. Del total de la población el 3,54 % eran hispanos o latinos de cualquier raza.